# Ахметгалін Хакім'ян Рахимович
Хакім'ян Рахимович Ахметгалін (15 червня 1923 — 19 липня 1944) — Герой Радянського Союзу (1945, посмертно).

## Життєпис
Хакім'ян Рахимович Ахметгалін народився 15 червня 1923 року в селі Сафарово (нині в межах Учалинського району Башкортостану РФ). Башкир. Отримавши неповну середню освіту став працювати в колгоспі «Жовтень» Учалинського району.
У 1942 році призваний до Червоної Армії. Брав участь у боях Курської дуги, на Смоленщині і в Прибалтиці.
В КПРС прийнятий в 1943 році.
У складі групи з 11 чоловік старший сержант Х. Р. Ахметгалін протягом 19 липня 1944 року обороняв висоту 144 біля селища Рундани (Латвія).

### Бій на висоті 144
Вибивши гітлерівців з тактично важливої висоти 144, що прикривала селище Рундани, взвод старшого сержанта Х. Р. Ахметгаліна опинився в оточенні. У цей момент почався бій 11 солдатів РСЧА з чисельно переважаючими силами супротивника.
Протягом доби солдати Вермахту атакували з різних сторін радянських солдатів, що знаходилися на висоті 144. Багато бійців взводу були вже не раз поранені, але не випускали зброї з рук. Незабаром, коли батальйон радянських солдатів перейшов у наступ, на висоті 144 нікого в живих не було.
Всі захисники висоти 144 Указом Президії Верховної Ради СРСР від 24 березня 1945 року удостоєні звання Герой Радянського Союзу посмертно:
1. Старший сержант Ахметгалін Хакім'ян Рахимович[2],
2. Старший сержант Андронов Василь Антонович,
3. Сержант Сироєжкін Петро Костянтинович,
4. Молодший сержант Чернов Матвій Степанович,
5. Червоноармієць Ашмаров Федір Іванович,
6. Червоноармієць Уразов Чутак,
7. Червоноармієць Тайгараєв Тукубай,
8. Червоноармієць Абдулаєв Урунбай,
9. Червоноармієць Шакуров Яків Савелійович
10. Червоноармієць Шкураков Михайло Єрмилович,
11. Червоноармієць Карабаєв Тишебай.

Троє з групи Х. Р. Ахметгаліна залишилися живими: важко пораненого Василя Андронова підібрали санітари з іншої частини, пораненого і контуженого Абдуллаєва взяли в полон і тільки через 16 років йому були вручені заслужені нагороди. А Тишебай Карабаєв в самий невідповідний момент здався в полон. 28 червня 1952 року Указ Президії Верховної Ради СРСР про присвоєння йому звання Героя Радянського Союзу був відмінений «у зв'язку з необґрунтованим поданням».
Хакім'ян Ахметгалін похований у Латвії на меморіалі в парку міста Лудза (вулиця Стаціяс).

## Нагороди та звання
- Герой Радянського Союзу, Медаль «Золота Зірка» (24.03.1945)
- Орден Червоної Зірки (03.08.1944)[5]
- Орден Слави 3-го ступеня (16.03.1944)[6]
- Медаль «За відвагу» (17.07.1943)[7]
- Медаль «За відвагу» (03.12.1943)[8]
- Медаль «За бойові заслуги» (13.10.1943)[9]
- медалі

## Пам'ять
- Обеліск на братській могилі з іменами десяти Героїв в селі Сунуплява (Латвія)
- Пам'ятник у місті Лудза
- У селі Сафарово Учалинського району біля Сафаровської середньої школи встановлено бюст Х. Р. Ахметгаліна. Автор Басиров Зільфат Рауфович.
- В честь Х. Р. Ахметгаліна названі вулиці в місті Учали, селі Учали і селі Сафарово.